# Mastidiores kora
Mastidiores kora là một loài nhện trong họ Zodariidae. Chúng được Rudy Jocqué miêu tả năm 1987, thường xuất hiện ở Kenya.